# Блом, Франс

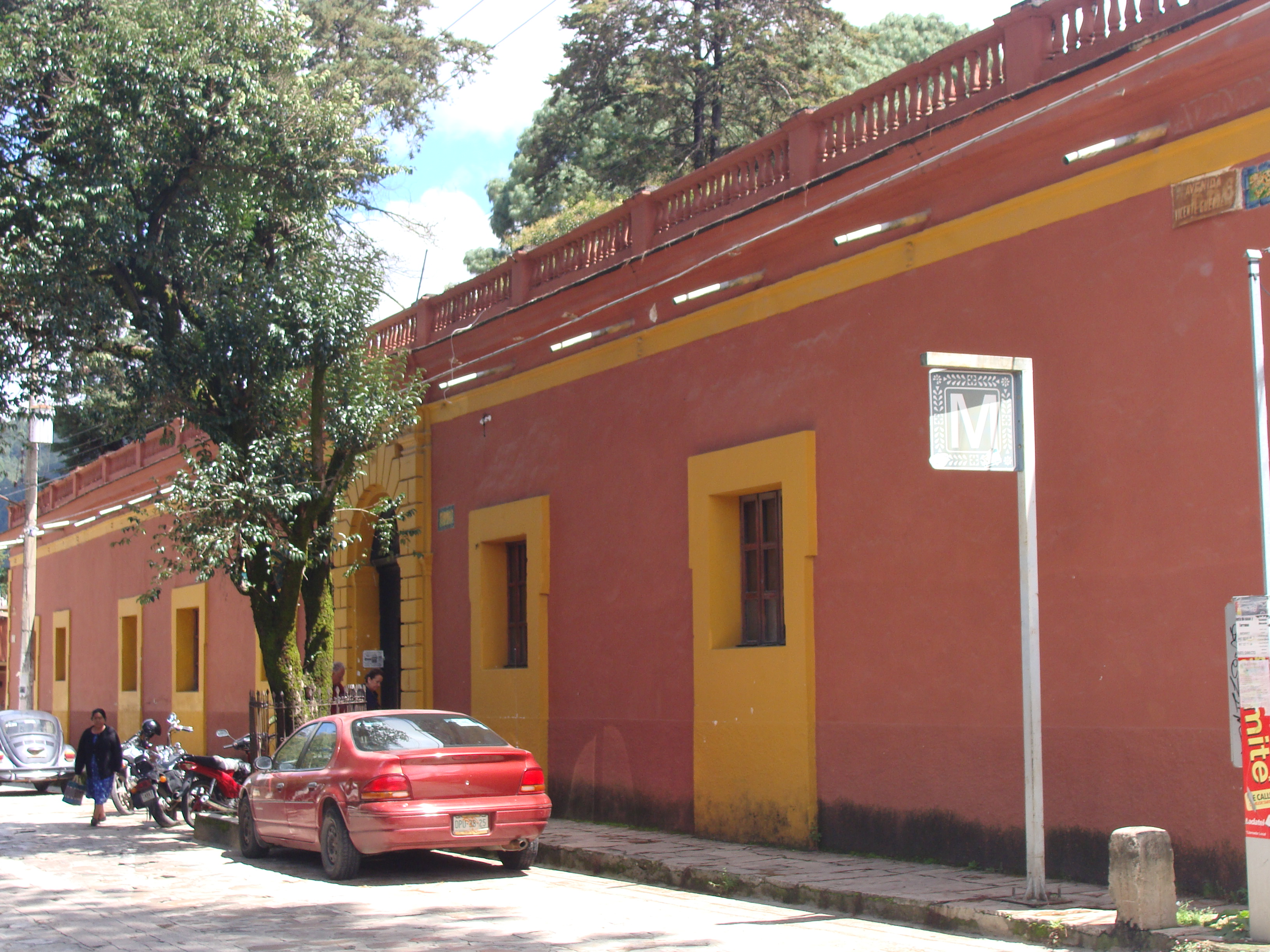
Каса-На-Болом

Франс Блом (дат. Frans Blom, при рождении Франц Фердинанд Блом, дат. Frants Ferdinand Blom; 9 августа 1893 — 23 июня 1963) — датский исследователь, археолог. Наиболее известен своими исследованиями цивилизации майя в Мексике и Центральной Америке.

## Биография
Франц Фердинанд Блом родился в Копенгагене, Дания, в семье среднего класса торговцев антиквариатом. Сдал экзамен на аттестат зрелости в Рунгстеде и получил торговое образование в Германии и Бельгии.
Увлекался путешествиями, и в 1919 году прибыл в Мексику, где нашел работу в нефтяной промышленности, занимался составлением карт и проводил геологические изучения штатов Веракрус, Табаско и Чьяпас. Путешествуя по отдаленным уголкам мексиканской сельвы, он сталкивался с руинами майя и в конечном счете заинтересовался ими. Он начал зарисовывать и документировать эти руины. Он показал свою работу в Национальном музее антропологии, и получил от него финансирование на несколько своих экспедиций.
В 1922 году после приступа малярии он чуть не оставил нефтяную промышленность. Он познакомился с американским археологом, специалистом по Мезоамерике Сильванусом Г. Морли (1883—1948), который проводил полевые работы в Мексике и Центральной Америке. Морли пригласил Блома в Гарвардский университет в Кембридже, штат Массачусетс, где тот обучался археологии 2 семестра в 1922—1923 годы.
С 1923 года преподавал в Тулейнском университете в Новом Орлеане. Пребывая на этой должности, совершил несколько экспедиций по Мезоамерике. В 1923 году его исследования в Паленке открыли ряд деталей, незамеченных предыдущими исследователями.
В 1924 году Блом проводил археологические раскопки цивилизации майя в Уашактуне в Гватемале. Исследовав окрестности Теуантепекского перешейка, написал одни из первых научных отчетов о цивилизации ольмеков. В течение 1925 года путешествовал вместе с американским антропологом Оливером Ла Фарджем (1901—1963) в центр ольмекской цивилизации, известный сегодня как Olmec heartland. В 1926 году был назначен руководителем вновь созданного Департамента среднеамериканских исследований в Тулейне.
В 1932 году женился на американке Мэри Томас, но через шесть лет они развелись. Блом начал употреблять алкоголь, из-за чего был вынужден уйти из университета. Блом переехал в Мексику, там в 1943 году познакомился со швейцарской фотографом Гертрудой «Труди» Дуби (1901—1993), на которой впоследствии женился.
В 1950 году Бломы приобрели большой дом в Сан-Кристобаль-де-лас-Касасе. Этот дом называли Casa Na Bolom — «Дом Блома или Ягуара». Блом превратил его в культурный и научный центр с комнатами для посетителей, а Гертруда продолжала дело Франса еще десятилетия после его смерти. Дом стал базой для археологических предприятий, таких как соседний Moxviquil и известные экспедиции в Лакандонская сельва. Блом продолжал проводить экспедиции для правительства Мексики.
Блом умер в 1963 году в возрасте 70 лет в Сан-Кристобаль-де-лас-Касасе в Чьяпасе, Мексика. В его бывшем доме сейчас действует музей Na Bolom.

## Избранные произведения
- I de store Skove: Breve fra Meksiko (1923)
- Tribes and Temples (1926—1927)
- Conquest of Yucatan (1936)
- La selva Lacandona (1955), с Гертрудой Дуби